# Diecéze tarbesko-lurdská
Diecéze tarbesko-lurdská (lat. Diocesis Tarbiensis et Lourdensis, franc. Diocèse de Tarbes et Lourdes) je francouzská římskokatolická diecéze. Leží na území departementu Hautes-Pyrénées, jehož hranice přesně kopíruje. Sídlo biskupství i katedrála Notre-Dame-de-la-Sède se nachází ve městě Tarbes. Diecéze je součástí toulouské církevní provincie.

## Historie
Biskupství bylo v Tarbes založeno v průběhu 4. století.
V důsledku konkordátu z roku 1801 bylo 29. listopadu 1801 bulou papeže Pia VII. Qui Christi Domini zrušeno velké množství francouzských diecézí, mezi nimi také diecéze tarbeská, jejíž území bylo včleněno do diecézí agenské a bayonnské.
Biskupství v Tarbes bylo obnoveno bulou Paternae caritatis 6. října 1822.
V souvislosti s Mariánskými zjeveními v Lurdech (franc. Lourdes) byl k 20. dubnu 1912 změně název diecéze na Tarbes a Lourdes.
Od 8. prosince 2002 je diecéze tarbesko-lurdská sufragánem toulouské arcidiecéze; do té doby byla sufragánní diecézí auchské arcidiecéze.
Od 11. února 2012 je diecézním biskupem Mons. Nicolas Brouwet.

## Pallium
Od 8. prosince 1917 mají biskupové z Tarbes a Lurd na základě buly Postquan Sexaginta papeže Benedikta XV. právo nosit pallium na území Lurd, které jinak náleží pouze metropolitním arcibiskupům.
Prvním biskupem tarbesko-lurdské diecéze, který pallium obdržel, se stal Mons. François-Xavier Schoepfer, který je obdržel z rukou Mons. Ernesta Ricarda, arcibiskupa z Auch 11. února 1918.

## Galerie

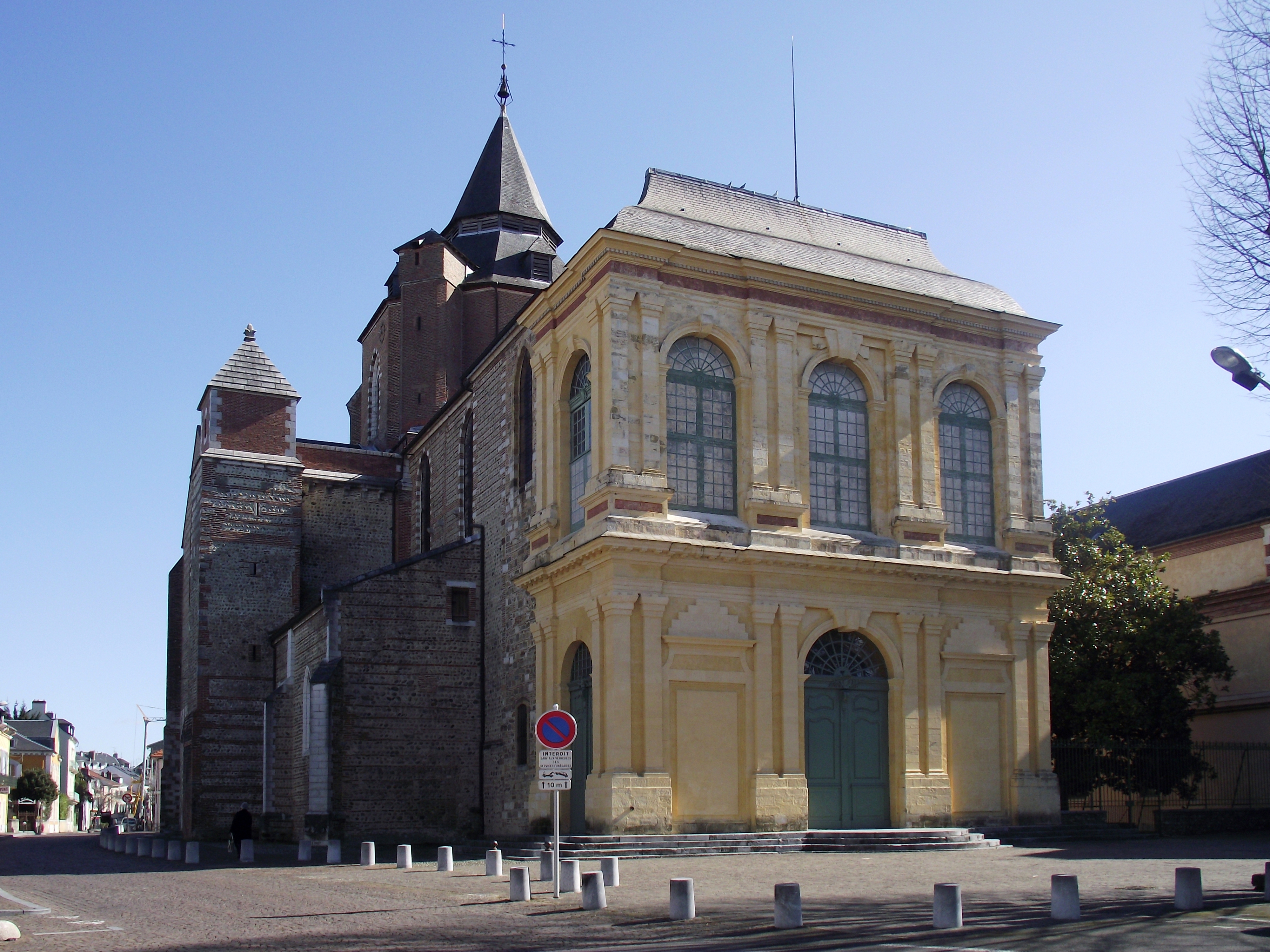
Katedrála Notre-Dame-de-la-Sède de Tarbes
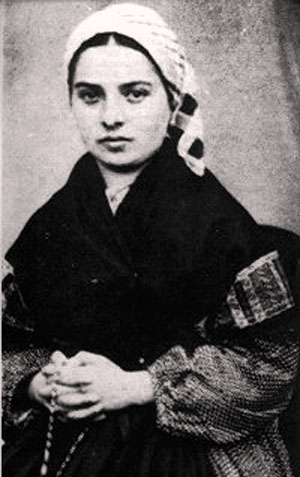
Svatá Bernadetta, které se zjevila v Lurdech Panna Maria
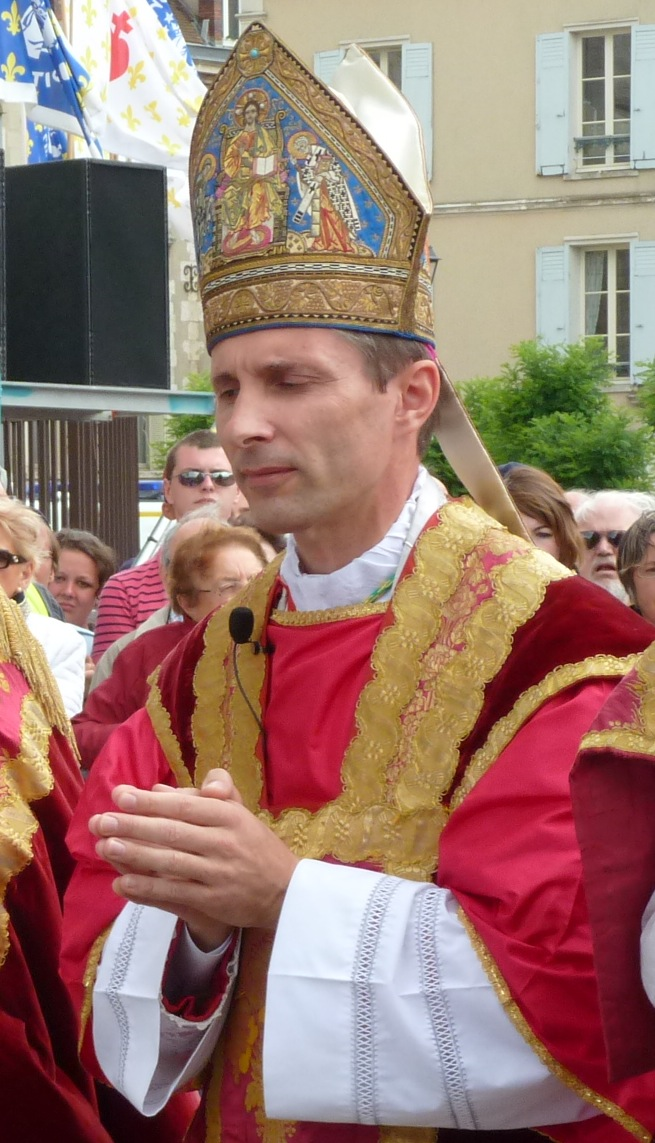
Mons. Nicolas Brouwet, biskup z Tarbes a Lourdes od 11. února 2012